# Tyngsjö
Tyngsjö är en by i Tiomilaskogen i Malungs socken i Malung-Sälens kommun belägen 40 kilometer sydväst om Vansbro. 
Tyngsjö kyrka ligger på en udde vid Tyngsjön, söder om byn. Flyttblocket Stora Stenen ligger i närheten av byn. 
Byn har brandstation, bystuga, kanotuthyrning, camping och stugby.   